# Matthias Vincenot
 (mai 2022).
La mise en forme du texte ne suit pas les recommandations de Wikipédia : il faut le « wikifier ».
Les points d'amélioration suivants sont les cas les plus fréquents. Le détail des points à revoir est peut-être précisé sur la page de discussion.
- Les titres sont pré-formatés par le logiciel. Ils ne sont ni en capitales, ni en gras.
- Le texte ne doit pas être écrit en capitales (les noms de famille non plus), ni en gras, ni en italique, ni en « petit »…
- Le gras n'est utilisé que pour surligner le titre de l'article dans l'introduction, une seule fois.
- L'italique est rarement utilisé : mots en langue étrangère, titres d'œuvres, noms de bateaux, etc.
- Les citations ne sont pas en italique mais en corps de texte normal. Elles sont entourées par des guillemets français : « et ».
- Les listes à puces sont à éviter, des paragraphes rédigés étant largement préférés. Les tableaux sont à réserver à la présentation de données structurées (résultats, etc.).
- Les appels de note de bas de page (petits chiffres en exposant, introduits par l'outil «  Source ») sont à placer entre la fin de phrase et le point final[comme ça].
- Les liens internes (vers d'autres articles de Wikipédia) sont à choisir avec parcimonie. Créez des liens vers des articles approfondissant le sujet. Les termes génériques sans rapport avec le sujet sont à éviter, ainsi que les répétitions de liens vers un même terme.
- Les liens externes sont à placer uniquement dans une section « Liens externes », à la fin de l'article. Ces liens sont à choisir avec parcimonie suivant les règles définies. Si un lien sert de source à l'article, son insertion dans le texte est à faire par les notes de bas de page.
- La présentation des références doit suivre les conventions bibliographiques. Il est recommandé d'utiliser les modèles {{Ouvrage}}, {{Chapitre}}, {{Article}}, {{Lien web}} et/ou {{Bibliographie}}. Le mode d'édition visuel peut mettre en forme automatiquement les références.
- Insérer une infobox (cadre d'informations à droite) n'est pas obligatoire pour parachever la mise en page.

Pour une aide détaillée, merci de consulter Aide:Wikification.
Si vous pensez que ces points ont été résolus, vous pouvez retirer ce bandeau et améliorer la mise en forme d'un autre article.
Matthias Vincenot, né le 27 janvier 1981 à Paris, est poète, éditeur, diseur,,,,. Il est spécialiste du lien entre la chanson et la poésie.

## Biographie
Matthias Vincenot, président de l’association Poésie et Chanson Sorbonne et professeur aux Cours de Civilisation française de la Sorbonne, s’est tôt préoccupé de diffuser la poésie et la chanson, dès le début de ses études à l’Université Paris-Sorbonne (aujourd’hui Faculté des Lettres de Sorbonne-Université).
Ainsi, en 1999, il crée un cycle de soirées de poésie en Sorbonne, notamment au moment du Printemps des Poètes : « Voies et visages de la poésie contemporaine », et en 2000, les concerts « Chanson française en Sorbonne »,.
C’est dans ce même esprit qu’il crée, en 2003, le Festival DécOUVRIR de Concèze, en Corrèze. Il le dirige toujours et depuis 2015 il se tient également à Tulle et sur les Terrasses du Château de Pompadour, depuis 2019 également à Lubersac). Sa particularité est qu’il accueille chaque soir des poètes, des chanteurs, des musiciens et des comédiens, qui partagent la même scène. La devise de ce festival est « croiser poésie et chanson, univers et styles, dans un esprit d’ouverture et de découverte.
Il fonde en 2010 avec Thierry Cadet le Prix Georges Moustaki de l’album indépendant et/ou autoproduit, dont le jury (président d’honneur : Georges Moustaki) est composé de journalistes (France-Inter, La Croix, Libération, RFI, Télérama …), de professionnels de la musique (managers, tourneurs, attachés de presse…) et de l’ancienne Ministre Najat Vallaud-Belkacem. Logo dessiné par Georges Moustaki. Depuis 2010, Thierry Cadet et lui en sont co-directeurs,:
Avec Éric Poindron, il crée en janvier 2019, les Lundis du livre dans le 5ème arrondissement, tous les premiers lundis du mois, en partenariat avec la Mairie du 5ème arrondissement, le Festival Quartier du livre et l'association Poésie et Chanson Sorbonne : quatre écrivains de tous genres littéraires possibles sont invités. Il ne s’agit donc pas spécialement de poètes mais de la littérature dans sa diversité.
Lors du Festival Quartier du livre dans le 5ème arrondissement, il programme différentes soirées chaque année depuis 2019. Deux moments importants notamment, avec Milena Mathé, analyste économique à la Commission européenne : le 17 mai 2019 (Europe littéraire et en juin 2021 Sentiers litTERRaires15. Une grande soirée de Poésie en liberté prend également place lors de ce Festival depuis 1999, qui donne à entendre notamment de nouvelles voix révélées en partie par le concours.
Toujours soucieux de faire entendre la poésie, il est directeur de la collection « Poésie en poche » aux éditions du Mont-Ailé, et de la collection « Voix d’aujourd’hui » aux éditions D’Ici et D’Ailleurs.
En 2022, il prend la présidence de « Poésie en liberté », concours international de poésie en langue française via Internet destiné aux jeunes de 15 à 25 ans (environ 4000 participants chaque année, venant de 60 pays), après en avoir été le directeur artistique depuis 2009. Il y succède à son président fondateur Jean-Marc Muller.
Il est créateur en 2021, avec la Mairie du 15ème arrondissement de Paris, du Prix de poésie Léon-Paul Fargue (à la fois Prix littéraire et Prix d’interprétation).
Matthias Vincenot est invité dans l'émission "Une semaine en France" présentée par Claire Servajean sur France Inter, le 16 juin 2023 (les 10 dernières minutes).
Il passe aussi le 17 octobre 2023 dans l'émission " Déjà debout"  sur France-Inter, le 5/7 présenté par Mathilde Munos.
Il passe aussi dans "Planète info" sur France TV Info le 5 octobre 2023, émission présentée par Lucie Chaumette :
(à 44,37 minutes). Il passe enfin le 3 août 2023 sur Sud Radio, présenté par Thierry Steiner; où plus de 20 minutes ont été consacrées à l'ouvrage " Quel temps " paru aux éditions Unicité (anthologie sur l'écologie).

## Distinction
- Chevalier de l'Ordre des Arts et des Lettres[18]

## Œuvres

### Poésie
- Un autre ailleurs, Lettres du Monde, 1998
- Un détour vers le rêve, Lettres du Monde, 1998
- Funambule, Lettres du Monde, 1999
- La vie, en fait..., Lettres du Monde, 2000
- Escapades (préface de Pierre Béarn, postface de Jean Laugier), Lettres du Monde, 2002
- À un océan(préface de Geneviève Moll), Aumage éditions, 2002
- Le bonheur, rappelle-toi... (préface de Pierre Brunel), La Passe du Vent, 2004
- La vie, le vent, Lanore, 2006
- La discordance des temps (postface de Giovanni Dotoli), Le Temps des Cerises, 2009
- L’Âge de mes désirs, livre-CD avec 39 poèmes dits et chantés par 41 artistes, Le Temps des Cerises, collection le Merle Moqueur, 2011
- Le Juste nécessaire, poèmes inédits, introuvables et retrouvés, édition bilingue français-italien, éditrice APES / éditions Bérénice, 2012
- Les années aperçues, Lanore, 2012
- Les choses qui changent, avec des photographies de Pascal et Nicolas Rabot, Mines de rien, 2013
- Génération deux mille quoi, Fortuna, 2015
- J’ai vingt ans, Fortuna, 2018
- Une éternité provisoire, Unicité, coll. Le Vrai Lieu, 2020
- Ce n’est qu’une histoire de minutes et de vent, Unicité, 2022. Anthologie de poèmes parus entre 1998 et 2021.Inclus : deux inédits.

### Essais
- Le mot et la note, poésie et chanson, un cousinage compliqué (prologue de Georges Moustaki), L’Amandier, 2014
- Poésie et chanson, stop aux a priori ! (100 pages pour remettre les pendules à l’heure), Fortuna, 2017

### Album
- Album Hors cadre, accompagné par Étienne Champollion et l’Ensemble DécOUVRIR (7 musiciens), EPM, 2016

### Anthologies
- Les nouveaux poètes français (en collaboration avec Jean–Luc Favre, préface de Jean Orizet), Jean–Pierre Huguet éditeur, collection Les Lettres du temps, partenariat France–Culture, 2001
- Les nouveaux poètes français et francophones (en collaboration avec Jean–Luc Favre, préface de Jean Orizet, postface de Pierre Brunel), Jean–Pierre Huguet éditeur, collection Les Lettres du temps, partenariat France–Culture, 2003
- Anthologie portative des poètes et chanteurs venus participer au cours des 15 ans du Festival DécOUVRIR de Concèze, Comme en poésie, 2017
- Quel temps !, 67 poètes d’aujourd’hui écrivent sur le climat (préface de Louis Bodin, postface de Noël Mamère), Unicité, 2023
- C'est sport ! 49 poètes d’aujourd’hui écrivent sur le sport ( préface de Nelson Monfort ). Unicité, 2024

### Autres ouvrages
- L'Almanach insolite (direction, avec des photos de Pascal et Nicolas Rabot et des éphémérides de Christophe Tastet, 300 participants), Mines de rien, 2014
- Instapoèmes (avec Julie Biet), éd. du Mont-Ailé, 2019
- La chair des mots (avec André Prodhomme), éd. Hermann, 2019
- Chroniques des temps (préface de Jean-Pierre Jouyet), éd. de Passy, 2021

### En anthologies
- Anthologie de poètes pas morts II, Le Veilleur éditions, 2002
- Actes de naissances, en hommage à Raymond Queneau, La Passe du Vent, 2003
- La poésie française contemporaine', Jean Orizet, Le Cherche–Midi, 2004
- L'Heure injuste, La Passe du Vent, 2005
- Mots sans frontières, Woorden zonder grenzen, Conseil général du Nord et Province de Flandre occidentale (Belgique), 2007
- L'Année poétique 2007 Patrice Delbourg et Jean–Luc Maxence, Seghers, 2007
- 36 voces francesas para una antologia poética contemporànea, Ficciones – revista de letras, Espagne, 2008 Jean Orizet,
- Anthologie de la poésie française, Larousse, 2007
- La Poésie est dans la rue, 101 poèmes protestataires pour aujourd'hui, Le Temps des Cerises, 2008
- Poésies de langue française, 144 poètes d’aujourd’hui autour du monde Stéphane Bataillon, Sylvestre Clancier, Bruno Doucey, Seghers, 2008
- Et si le rouge n’existait pas Françoise Coulmin, Le Temps des Cerises, 2010
- Poètes francophones contemporains, anthologie, Sylvie Jacobée-Biriouk, Ellipses, 2010
- L’Anthologie de la poésie érotique du Moyen-Âge à Guillaume Apollinaire suivie de trente voix poétiques contemporaines, Giovanni Dotoli, Hermann, 2010
- Nous, la multitude, Françoise Coulmin, Le Temps des Cerises, 2011
- Poésie de langue française, anthologie thématique, Jean Orizet Le Cherche-Midi, 2013.
- Liberté de créer, liberté de crier, anthologie initiée par le P.E.N Club français (Poètes Essayistes Nouvellistes) et coordonnée par Françoise Coulmin, Henry, 2014.
- Charlibre, le poème du jour d’après (« Ne nous laissons pas abattre ! »), anthologie poétique, Corps Puce, 2015
- Fenêtre ouverte, anthologie de poésie bilingue français-espagnol, dir. : Maggy De Coster, Idem, 2017
- Entre ciel et terre, l'Olivier en vers, Encarnación Medina Arjona, Giovanni Dotoli, Mario Selvaggio, , édition bilingue, trad. en italien par Mario Selvaggio, Rome, Edizioni Universitarie Romane, coll. "Arbre et imaginare - Albero e immaginario n. 1", 2017
- Duos, 118 jeunes poètes de langue française né(e)s à partir de 1970, Lydia Padellec, revue Bacchanales, revue de la Maison de la Poésie Rhône-Alpes, 2018
- Anthologie du rêve, Laurence Bouvet, Unicité, 2018
- La Beauté, Éphéméride poétique pour chanter la vie, Bruno Doucey, Thierry Renard, Ed. Bruno Doucey, 2019
- Oser encore - Hommage à Andrée Chedid pour le centenaire de sa naissance, érès, coll. Po&Psy, 2020
- Anthologie de l’intime, Laurence Bouvet, Jean-Louis Guitard, Unicité, 2020
- On n’est pas là pour se faire engueuler, Boris Vian a 100 ans !, La Passe du vent, 2020
- Un poème est passé, Yvon Le Men et Thierry Renard, La rumeur libre 2021
- Rimbaud, Le bateau ivre a 150 ans, sous la direction de Pierre Brunel, Giovanni Dotoli, Arnaud Santolini et Mario Selvaggio, éd. L’Harmattan/Aga, 2021.